# Bob-Europameisterschaft 2009
Die Bob-Europameisterschaft 2009 wurde vom 16. Januar bis zum 18. Januar 2009 auf der Bobbahn in St. Moritz ausgetragen. Sie wurde parallel zum sechsten Rennen des Bob-Weltcups 2008/09 und zur Skeleton-Europameisterschaft 2009 veranstaltet.
Für die Wertung der Europameisterschaft wurden die Ergebnisse der nichteuropäischen Bobteams einfach aus der Weltcupwertung gestrichen, gesonderte Rennen fanden nicht statt. Erfolgreichste Nation wurde Deutschland mit jeweils zwei Gold-, Silber- und Bronzemedaillen. Durch den Sieg im Zweierbob der Männer wurde André Lange zum erfolgreichsten Athleten bei Bob-Europameisterschaften. Mit sieben Gold-, sechs Silber- und vier Bronzemedaillen überholte er den bisherigen Rekordhalter Christoph Langen (7 × Gold, 3 × Silber und 4 × Bronze). Thomas Florschütz feierte mit Silber im Vierer und Bronze im Zweier seine ersten EM-Medaillen. Im Zweierbob der Frauen gewann Sandra Kiriasis ihren vierten EM-Titel in Folge, womit die deutschen Damen bei den seit 2004 ausgetragenen Europameisterschaften weiter ungeschlagen blieben. Die eigentlich als Abschluss der Veranstaltung geplante EM-Premiere des Teamwettbewerbes wurde von der FIBT aus organisatorischen Gründen abgesagt, da bei einer Austragung des Rennens die Zeit für das Verpacken der Schlitten für den Abtransport nach Übersee zu knapp gewesen wäre.

## Zweier-Bob Männer
| Platz | Bob                                                        | Lauf 1 Platz | Lauf 2 Platz | Gesamtzeit Rückstand |
| ----- | ---------------------------------------------------------- | ------------ | ------------ | -------------------- |
| 1     | Deutschland – Bob GER 1 André Lange Martin Putze           | 1:06,23 1    | 1:05,87 1    | 2:12,10              |
| 2     | Schweiz – Bob SUI 1 Beat Hefti Thomas Lamparter            | 1:06,33 3    | 1:05,87 1    | 2:12,23 +0,13        |
| 3     | Deutschland – Bob GER 2 Thomas Florschütz Marc Kühne       | 1:06,52 6    | 1:05,87 1    | 2:12,39 +0,29        |
| 4     | Österreich – Bob AUT 1 Wolfgang Stampfer Martin Lachkovics | 1:06,33 2    | 1:06,09 6    | 2:12,42 +0,32        |
| 5     | Deutschland – Bob GER 3 Karl Angerer Gregor Bermbach       | 1:06,48 5    | 1:06,07 5    | 2:12,55 +0,45        |
| 6     | Lettland – Bob LAT 2 Jānis Miņins Daumants Dreiškens       | 1:06,54 8    | 1:06,06 4    | 2:12,60 +0,50        |
| 7     | Schweiz – Bob SUI 2 Ivo Rüegg Cédric Grand                 | 1:06,42 4    | 1:06,26 7    | 2:12,68 +0,58        |
| 8     | Österreich – Bob AUT 2 Jürgen Loacker Jürgen Mayer         | 1:06,61 9    | 1:06,26 7    | 2:12,87 +0,77        |
| 9     | Italien – Bob ITA 1 Simone Bertazzo Samuele Romanini       | 1:06,75 10   | 1:06,42 10   | 2:13,17 +1,07        |
| 10    | Russland – Bob RUS 1 Alexander Subkow Filipp Jegorow       | 1:06,78 11   | 1:06,40 9    | 2:13,18 +1,08        |

Datum: 17. Januar 2009

Beim Weltcuprennen waren 24 Zweierbobs am Start, davon 21 europäische Teams. Das Weltcuprennen gewannen die Kanadier Pierre Lueders und David Bissett mit 0,02 s Vorsprung auf André Lange und Martin Putze.

## Vierer-Bob Männer
| Platz | Bob                                                                                           | Lauf 1 Platz | Lauf 2 Platz | Gesamtzeit Rückstand |
| ----- | --------------------------------------------------------------------------------------------- | ------------ | ------------ | -------------------- |
| 1     | Russland – Bob RUS 1 Alexander Subkow Roman Oreschnikow Dmitri Trunenkow Dmitri Stjopuschkin  | 1:05,20 1    | 1:05,28 3    | 2:10,48              |
| 2     | Deutschland – Bob GER 3 Thomas Florschütz Marc Kühne Andreas Barucha Alexander Metzger        | 1:05,61 4    | 1:05,18 2    | 2:10,79 +0,31        |
| 3     | Deutschland – Bob GER 2 Karl Angerer Andreas Udvari Thomas Pöge Gregor Bermbach               | 1:05,53 2    | 1:05,28 3    | 2:10,81 +0,33        |
| 4     | Österreich – Bob AUT 1 Wolfgang Stampfer Johannes Wipplinger Gerhard Köhler Martin Lachkovics | 1:05,69 6    | 1:05,13 1    | 2:10,82 +0,34        |
| 5     | Schweiz – Bob SUI 2 Beat Hefti Alex Baumann Thomas Lamparter Christian Aebli                  | 1:05,58 3    | 1:05,37 7    | 2:10,95 +0,47        |
| 6     | Schweiz – Bob SUI 1 Ivo Rüegg Jürg Egger Cédric Grand Patrick Blöchliger                      | 1:05,76 8    | 1:05,29 5    | 2:11,05 +0,57        |
| 7     | Deutschland – Bob GER 1 André Lange René Hoppe Alexander Rödiger Martin Putze                 | 1:05,78 9    | 1:05,40 8    | 2:11,18 +0,70        |
| 8     | Lettland – Bob LAT 1 Jānis Miņins Daumants Dreiškens Oskars Melbārdis Intars Dambis           | 1:05,84 11   | 1:05,36 6    | 2:11,20 +0,72        |
| 9     | Schweiz – Bob SUI 3 Daniel Schmid Markus Lüthi Thomas Küttner Florian Willisegger             | 1:05,79 10   | 1:05,69 11   | 2:11,48 +1,00        |
| 10    | Lettland – Bob LAT 2 Edgars Maskalāns Ainārs Podnieks Raivis Broks Reinis Rozītis             | 1:05,90 12   | 1:05,59 9    | 2:11,49 +1,01        |

Datum: 18. Januar 2009

Beim Weltcuprennen waren 25 Viererbobs am Start, davon 22 europäische Teams. Der US-Amerikaner Todd Hays belegte mit seinem Team den fünften Platz, der Viererbob von Pierre Lueders wurde Achter.

## Zweier-Bob Frauen
| Platz | Bob                                                                 | Lauf 1 Platz | Lauf 2 Platz | Gesamtzeit Rückstand |
| ----- | ------------------------------------------------------------------- | ------------ | ------------ | -------------------- |
| 1     | Deutschland – Bob GER 1 Sandra Kiriasis Berit Wiacker               | 1:09,20 1    | 1:08,20 1    | 2:17,40              |
| 2     | Deutschland – Bob GER 2 Cathleen Martini Janine Tischer             | 1:09,73 3    | 1:08,63 2    | 2:18,36 +0,96        |
| 3     | Vereinigtes Königreich – Bob GBR 1 Nicola Minichiello Gillian Cooke | 1:09,68 2    | 1:09,07 3    | 2:18,75 +1,35        |
| 4     | Deutschland – Bob GER 3 Claudia Schramm Nicole Herschmann           | 1:10,14 6    | 1:09,35 4    | 2:19,49 +2,09        |
| 5     | Schweiz – Bob SUI 1 Sabina Hafner Anne Dietrich                     | 1:09,78 4    | 1:09,85 6    | 2:19,63 +2,23        |
| 6     | Niederlande – Bob NED 1 Esmé Kamphuis Tine Veenstra                 | 1:10,18 7    | 1:09,61 5    | 2:19,79 +2,39        |
| 7     | Schweiz – Bob SUI 2 Fabienne Meyer Marina Gilardoni                 | 1:10,10 5    | 1:10,18 7    | 2:20,28 +2,88        |
| 8     | Schweiz – Bob SUI 3 Isabel Baumann Cora Huber                       | 1:10,23 8    | 1:10,38 9    | 2:20,61 +3,21        |
| 9     | Italien – Bob ITA 1 Jessica Gillarduzzi Laura Curione               | 1:10,81 10   | 1:10,31 8    | 2:21,12 +3,72        |
| 10    | Italien – Bob ITA 2 Francesca Iossi Eleonora Guelpa                 | 1:10,93 11   | 1:10,67 10   | 2:21,60 +4,20        |

Datum: 16. Januar 2009

Beim Weltcuprennen waren 19 Zweierbobs am Start, davon 13 europäische Teams. Die nordamerikanischen Duos Erin Pac / Elana Meyers (USA 2), Helen Upperton / Jennifer Ciochetti (CAN 1) und Shauna Rohbock / Valerie Fleming (USA 1) belegten die Plätze vier bis sechs. Die nach dem ersten Lauf Zweitplatzierten Kaillie Humphries / Heather Moyse (CAN 1) konnten den zweiten Lauf nicht beenden.

## Medaillenspiegel
| Platz | Nation                 | Gold | Silber | Bronze |
| ----- | ---------------------- | ---- | ------ | ------ |
| 1     | Deutschland            | 2    | 2      | 2      |
| 2     | Russland               | 1    | 0      | 0      |
| 3     | Schweiz                | 0    | 1      | 0      |
| 4     | Vereinigtes Königreich | 0    | 0      | 1      |